# Église Saint-Symphorien de Fondettes
Pour les articles homonymes, voir Église Saint-Symphorien.
La construction initiale de l'église Saint-Symphorien de Fondettes remonte au XIIe siècle. L'apparence actuelle est le fruit des modifications apportées au XIIIe et XVe siècles. L’édifice est composé d’une nef de trois travées fermées à l’Est par un chœur et une abside et dispose de deux chapelles.
La dernière restauration de l’édifice date de 1990 et a entre autres remis en place les quatre têtes de pinacles et de petites sculptures de la façade ouest, l’ensemble de la toiture, le clocher, ainsi que le coq qui a été remplacé.

## Localisation
| - OpenStreetMap Localisation de l'église Saint-Symphorien, à Fondettes. |

L'église paroissiale Saint-Symphorien est localisée au cœur du centre-bourg de la commune de Fondettes, une ville Tourangelle située au sein du canton de Saint-Cyr-sur-Loire, arrondissement de Tours, département d'Indre-et-Loire, en région Centre-Val de Loire.
L'enceinte, le parvis de l'église fondettoise, mais également le pâté de maisons qui les entoure, lequel apparaît sous la forme d'un trapèze irrégulier, sont bornés par la rue du Docteur Balmette, à l'est et nord-est ; par la rue Eugène Gouin — actuelle route départementale 3 —, dans leurs marges sud et sud-est ; par la RD 76 — rue de la République —, au niveau de leurs parties occidentales et nord-occidentales ; ainsi que par la rue au nord et nord-ouest.

## Histoire
Une première église, placée sous le vocable de la Sainte Vierge et mentionnée dans une charte de Marmoutier sous les termes Ecclesia de Fundeta, a précédé celle de Saint-Symphorien,. L'édifice religieux, dans sa forme actuelle, est bâti sur les fondations de ce premier lieu de culte au cours du XIIe siècle,.

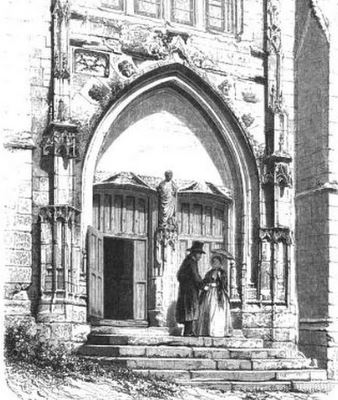
Le portail de l'église. Gravure exécutée en 1858 par Jean-Jacques Bourassé.

Ultérieurement, dès sa construction puis la mise en place de ces nefs, sur la période recouvrant les XIIe et XIIIe siècles, l'édifice est dédié au culte de Saint Symphorien,. À cette époque, au Bas Moyen Âge, de nouveaux canons architecturaux, initiés par l'élévation de plusieurs édifices religieux tourangeaux, tels que celui de Saint-Maurice, à Chinon, celui de Sainte-Britte, à Sainte-Maure-de-Touraine, ou encore celui de Crouzilles, situés en rive gauche de la Vienne, entrent alors dans les bases de construction d'autres églises de Touraine. Ces nouveaux principes, qui se caractérisent notamment par l'incorporation d'une voûte à croisée d'ogives reposant sur des nervures régulières et massives, ont été appliqués pour l'église fondettoise, mais également pour celle de Saint-Martin à Semblançay.
L'extension de la nef, ainsi que la construction de l'abside arrivent à leur terme au cours du XIIIe siècle, dans les années 1240-1250.
Entre le XIIIe  et le  XVe siècle, plusieurs extraits de manuscrits à vocation liturgiques, tels que des missels, des bréviaires ou des lectionnaires, et actuellement conservés au sein des locaux des archives départementales d'Indre-et-Loire, évoquent les rassemblements, les processions, les baptêmes et les prières se déroulant dans plusieurs lieux de culte tourangeaux dont, entre autres, ceux de l'église Saint-Symphorien à Fondettes,.
L'église Saint-Symphorien fait l'objet d'une inscription à l'inventaire supplémentaire des monuments historiques par arrêté du 18 avril 1995.

## Architecture et description

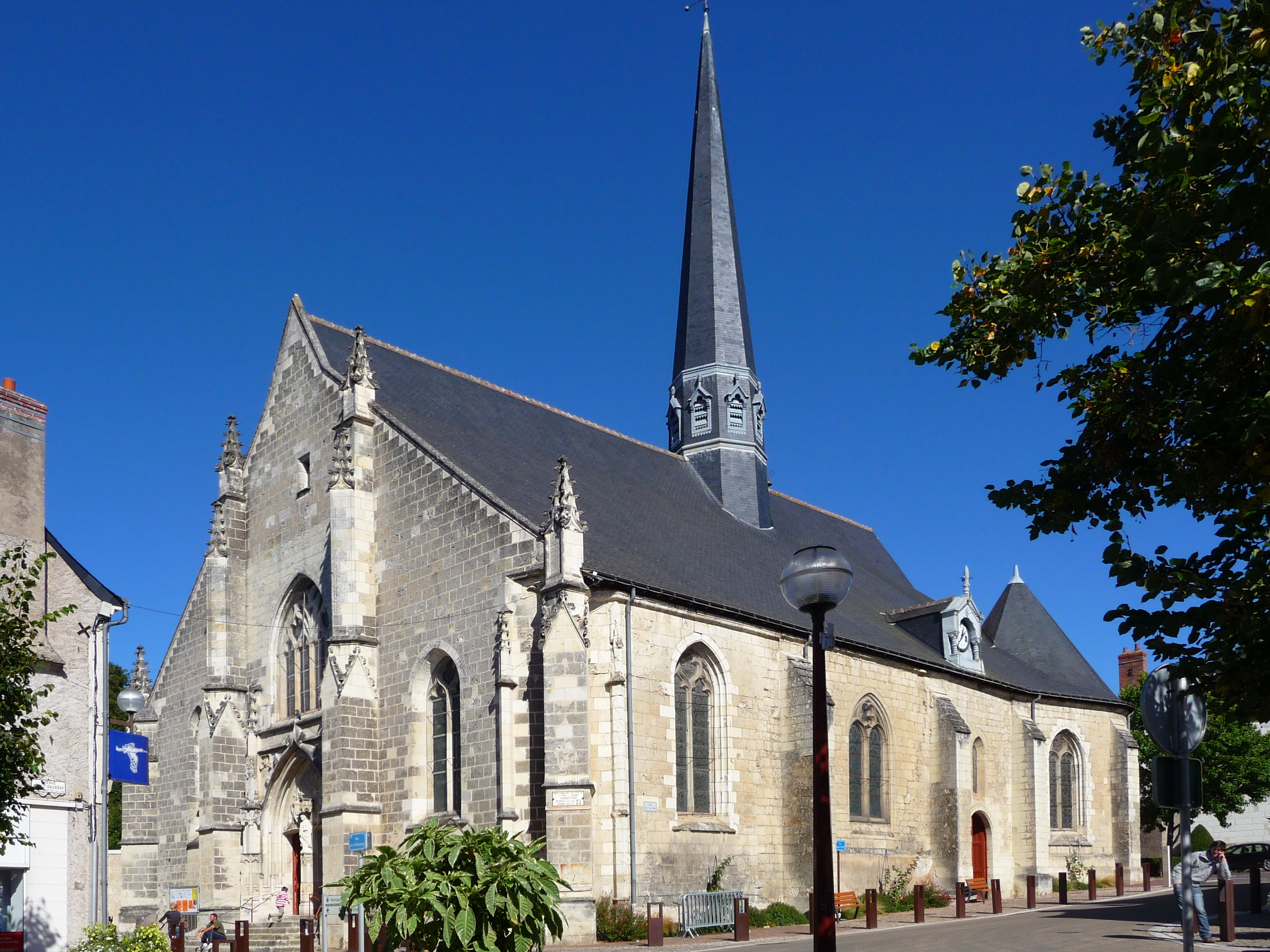
Vue d'ensemble de l'église.

### Décoration du chœur
Le chœur de l'église a fait l'objet d'une restauration dans la seconde moitié du XIXe siècle. Ces travaux de rénovation, essentiellement concentrés sur les décors, réalisés dans les années 1860, ont bénéficié d'un apport financier sous forme de dons,. Cette partie du monument religieux, constituée de deux chapelles, l'une vouée à la Sainte-Vierge et l'autre consacrée à saint Jean-Baptiste, possèdent chacune des baies pourvues de verrières et de vitraux,. Les pièces de verres de la première chapelle ont été confectionnées par le maître-verrier tourangeau Léopold Lobin (1814-1864), au cours de l'année 1863,,. La deuxième chapelle, vouée à saint Jean-Baptiste se révèle être, quant à elle, une donation effectuée au cours du XVIe siècle par le Duc d'Ulcéda et d'Escalona, un grand d’Espagne. À l'époque de cette donation, l'aristocrate espagnol était alors en possession du château de Châtigny, une forteresse située au sud-est de Fondettes,.

### Le clocher et sa flèche
Le monument dispose d'un clocher-tour surmontée par une flèche dont la couverture est composée d'ardoises,. Cette partie contiguë à la nef centrale de l'église et dominant l'ensemble du monument, a probablement été construite au cours du XIIe siècle.

### Le bas-relief du portail

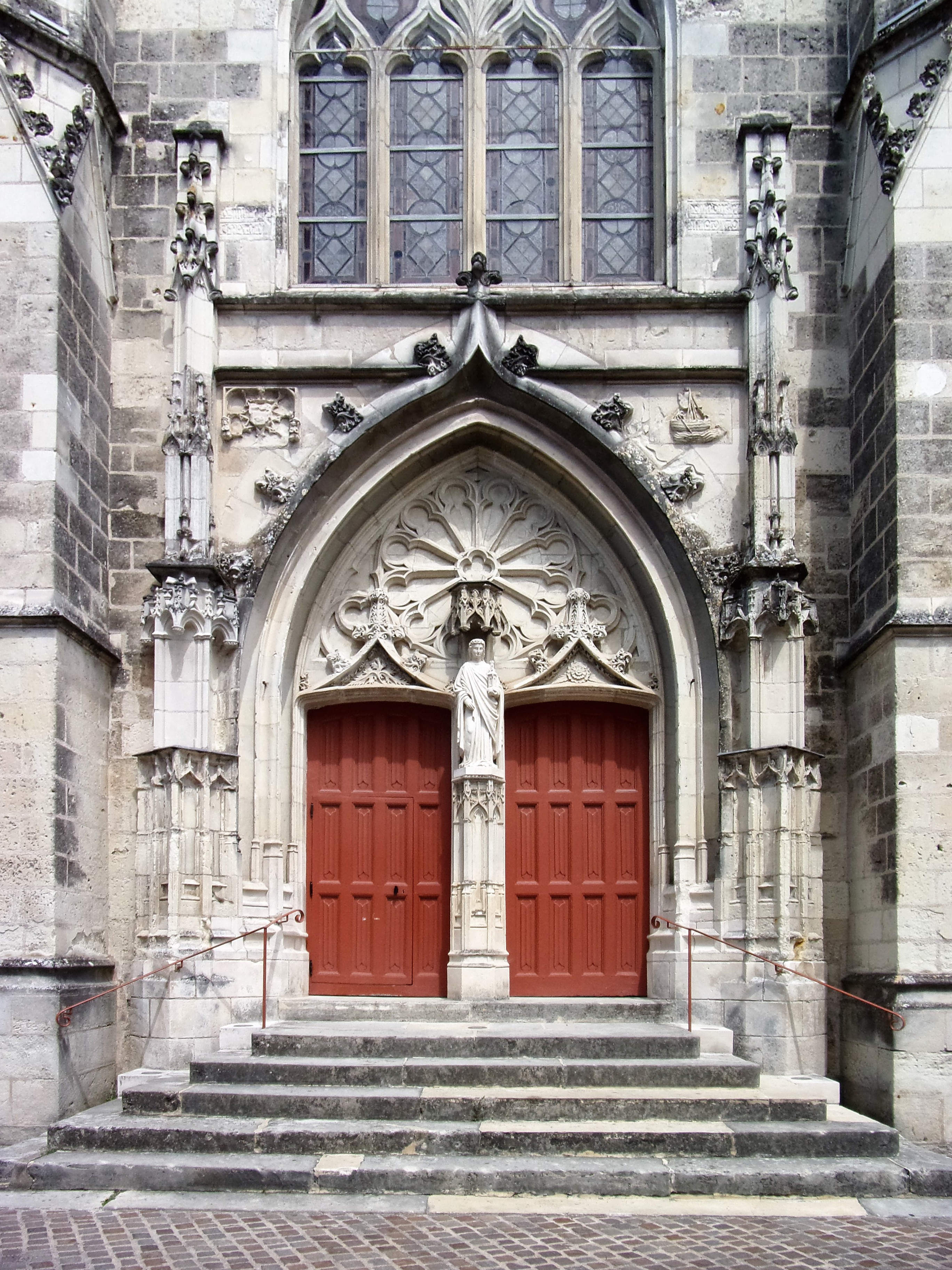
Portail de l'église.

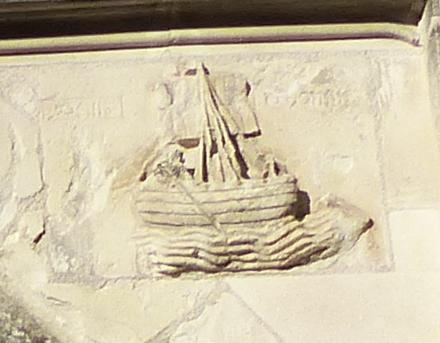
Bas-relief : bateau gravé sur le portail de l'église.

Sur la droite du portail de l'église, un bas relief en pierre représente une barque, datant du XVIe siècle. Sa présence pourrait être associée aux liens particuliers des paroissiens avec la Loire à l'époque de la réalisation de cet ormenent,. À cet égard, au temps de la batellerie, au cours des XVIe siècle, XVIIe et XVIIIe siècles, le fleuve ligérien a représenté une voie d'importance locale permettant de transporter les marchandises dont principalement les vins produits sur l'ensemble du coteau. Par ailleurs, l'existence de cette sculpture en saillie pourrait également indiquer un déterminant de nature votive, une sorte d'invocation faite aux patrons de l'église par les fidèles et ce, afin de prévenir les débordements de la Loire.

## Le mobilier

### L'harmonium
Le mobilier de l'édifice est, entre autres, composé d'un harmonium muni d'une plate-face, élément de l'instrument à vent qui supporte des tuyaux peints et fabriqués au moyen d'un matériau boisé. Toutefois ces derniers se révèlent uniquement à vocation décorative. Par ailleurs, l'harmonium de l'église est pourvu de deux tourelles.

### Le tableauSaint Jean Baptiste
Il s'agit d'une huile sur toile représentant le Saint Jean Bapiste, œuvre anonyme du XVIIe siècle français . L'œuvre, reposant sur une toile de 100 cm de long sur 80 cm de large, a fait l'objet d'une récente restauration. En date du 25 septembre 1995, par arrêté ministériel, le tableau a bénéficié d'une protection au titre des monuments historiques. Gravé par Gilles Rousselet, le tableau est connu par plusieurs versions, dont l'une, inversée (peut-être copie d'après la gravure ?) est conservée dans l'église de Roiffé (Vienne), et une autre est attribuée au peintre Jean Tassel.

### Le tableauL'Adoration de l'hostie
Cette œuvre fait également partie des objets conservés dans l'église Saint-Symphorien. Il s'agit d'une peinture réalisée au cours du XVIe siècle et mesurant 100 cm de haut pour 80 de large. L'œuvre, qui porte le titre L'Adoration de l'hostie a également été restaurée. Elle est classée au titre des monuments historiques depuis le 20 octobre 1913.

## Pour approfondir